# Unterhaag (Gemeinde Aigen-Schlägl)
Unterhaag ist eine Siedlung in der Gemeinde Aigen-Schlägl im Bezirk Rohrbach in Oberösterreich.

## Geographie

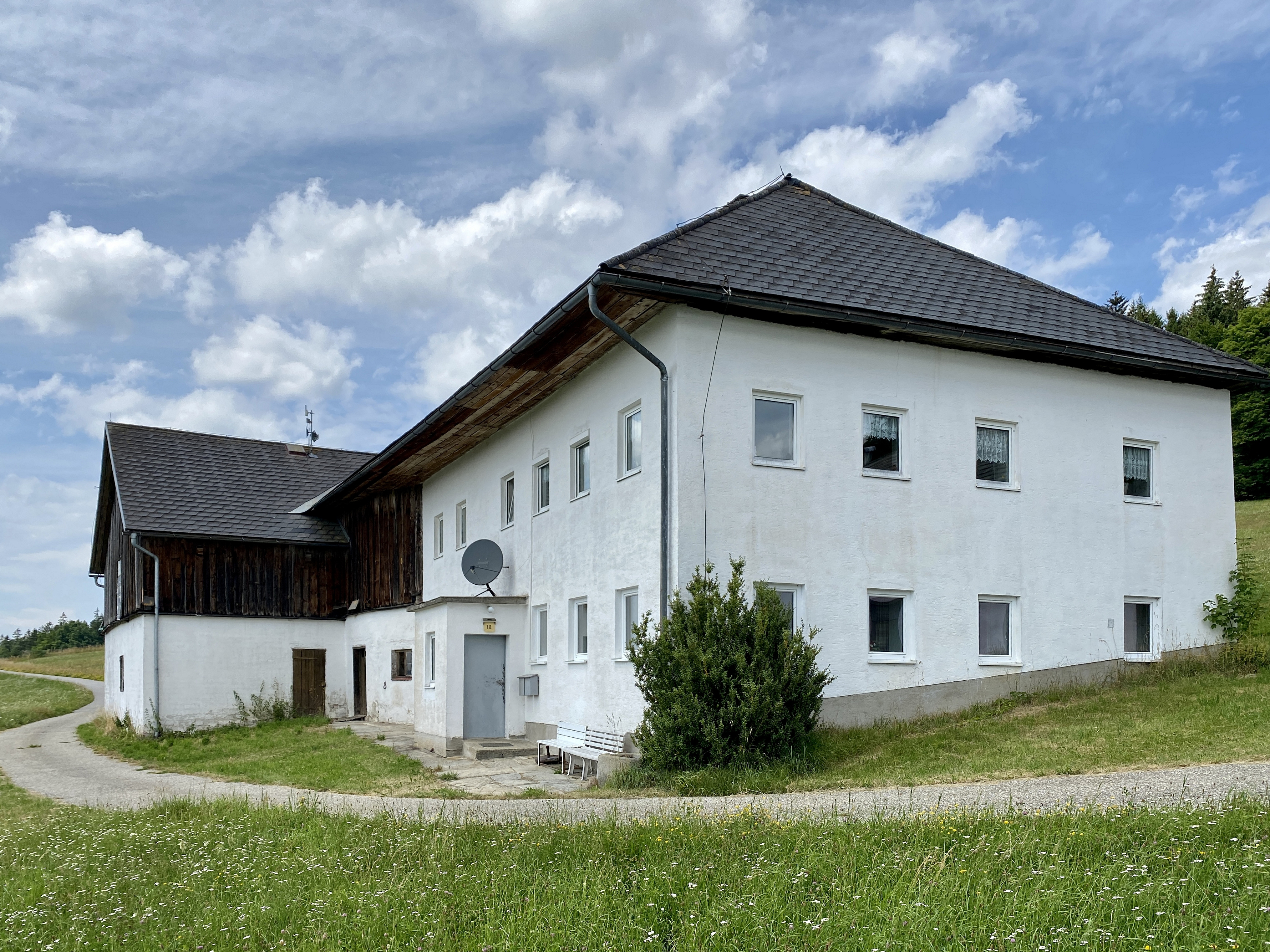
Bauernhof in Unterhaag

Die Einzelsiedlung Unterhaag befindet sich südöstlich des Gemeindehauptorts Aigen im Mühlkreis und gehört zur Ortschaft Diendorf. Sie liegt im Einzugsgebiet des Baureither Bachs. Unterhaag ist Teil der 22.302 Hektar großen Important Bird Area Böhmerwald und Mühltal.

## Geschichte
Die Einzelsiedlung wurde im Josephinischen Lagebuch von 1787 als Unterhaagengut und in einem von 1790 bis 1793 angelegten Grundbuch als Unterhagergut mit Inhäusl angeführt. Sie war ohne eigenen Hofnamen bereits im Theresianischen Gültbuch von 1750 aufgeschienen.
Unterhaag fiel am 29. September 1933 vollständig einem Brand zum Opfer, der durch eine heißgelaufene Riemenscheibe verursacht worden war. In der Nacht von 10. auf 11. Juni 1950 brannte es nach einem Blitzeinschlag erneut bis auf das Mauerwerk nieder.
Bis zur Gemeindefusion von Aigen im Mühlkreis und Schlägl am 1. Mai 2015 gehörte Unterhaag zur Gemeinde Schlägl.

## Kultur und Sehenswürdigkeiten
Der 12 km lange Rundwanderweg Mühltalblickweg führt durch Unterhaag.